# Pustá Polom
Pustá Polom – wieś w Czechach, w kraju morawsko-śląskim, w okresie Opawa. Według danych z dnia 1 stycznia 2012 roku liczyła 1452 mieszkańców.